# Hans Eysenck
Hans Jürgen Eysenck (n. 4 martie 1916 - d. 4 septembrie 1997) a fost un psiholog englez, de origine germană, care si-a urmat cariera de profesionist în Marea Britanie. A fost născut la Berlin și a murit în Londra, la vârsta de 81 de ani, din cauza unei tumori pe creier. Orientarea lui religioasă a fost ateismul.